# Шо (Ду)
Шо (фр. Chaux) насеље је и општина у источној Француској у региону Франш-Конте, у департману Ду која припада префектури Понтарлије.
По подацима из 2011. године у општини је живело 429 становника, а густина насељености је износила 25,32 становника/km². Општина се простире на површини од 16,94 km². Налази се на средњој надморској висини од 900 метара (максималној 1.113 m, а минималној 864 m).

## Демографија
| 1962. | 1968. | 1975. | 1982. | 1990. | 1999. | 2011. |
| ----- | ----- | ----- | ----- | ----- | ----- | ----- |
| 379   | 380   | 339   | 348   | 351   | 376   | 429   |

График промене броја становника у току последњих година